# Рябово (Ленинградска област)
Рябово (на руски: Рябово) е селище от градски тип в Русия, разположено в Тосненски район, Ленинградска област. Населението му към 1 януари 2018 година е 3282 души.